# 蜂房石太阳虫
蜂房石太阳虫（学名：Lithelius alveolina）为石太阳虫科石太阳虫属的动物。在中国，分布于东海等海域。